# 15 Pułk Ułanów Poznańskich (PSZ)
15 Pułk Ułanów Poznańskich (15 puł.) – oddział Polskich Sił Zbrojnych.

## Formowanie i zmiany organizacyjne
W  dniu 17 kwietnia 1942 roku został utworzony w ramach w zarządzeniem dowódcy Polskich Sił Zbrojnych w ZSRR batalion specjalny nazywany batalionem „S”. Był to batalion piechoty szturmowej zdolny do natychmiastowego użycia w wypadku zagrożenia dowódcy i sztabu armii oraz centrum łączności armii. Dowódcą batalionu został rtm. Zbigniew Kiedacz, zaufany oficer gen. Andersa. Batalion opuścił Związek Radziecki w połowie sierpnia wraz z całą armią, udając się najpierw do Iraku. Z uwagi na nieaktualne w chwili obecnej przeznaczenie batalionu gen. W. Anders postanowił przeformować batalion w 15 Pułk Kawalerii Pancernej, jako jednostkę rozpoznawczą 5 Dywizji Piechoty. Stało się to na podstawie rozkazu dowódcy APW z dnia 3 października 1942 roku ogłoszonego w pułku w dniu 8 października 1942 roku. Pułk organizowano w/g brytyjskiego etatu nr WE II/12/2 o stanie etatowym 817 żołnierzy. W listopadzie 1942 roku pułk przesunięto do Quizil Ribat, gdzie w ramach koncentracji pułków kawalerii pancernej przeszedł przeszkolenie przez Pułk Ułanów Karpackich. W maju 1943 roku 15 pułk dołączył w rejonie Kirkuku do macierzystej 5 Kresowej Dywizji Piechoty. Od 9 lipca pułk używał nieformalnie nazwy 15 Pułk Ułanów Poznańskich, nazwa ta została usankcjonowana przez Naczelnego Wodza 1 grudnia 1943 roku. We wrześniu oddział wraz z 5 KDP dotarł do Palestyny do obozu wojskowego w Mughazi. W nowym miejscu postoju pułk otrzymał nowe wyposażenie bojowe i prowadził na nim dalsze szkolenie. W październiku brał udział w manewrach dywizji i korpusu. Od 3 grudnia 1943 r. poszczególnymi szwadronami brał udział w szkoleniu górskim w Syrii, następnie przeniesiono go do obozu przejściowego Hill 69. 27 - 28 grudnia 1943 r. osiągnął obóz wojskowy w Quassasin w Egipcie. Wraz z otrzymaną bronią i sprzętem pułk przeszedł kolejną reorganizację do brytyjskiego etatu WE II/252/1. Na przełomie lutego i marca ułani poznańscy zostali drogą morską przetransportowani do południowych Włoch. 

## Walki pułku
Walki nad rzeką Sangro
6 kwietnia 1944 roku pułk bez pojazdów przeszedł na odcinek obrony nad rzeką Sangro w rejonie Capracotta w szykach 3 DSK. 
Bitwa o Monte Cassino
Po krótkim odpoczynku od 4 maja 15 Pułk Ułanów Poznańskich objął odcinek obrony na prawym skrzydle macierzystej 5 KDP, luzując kompanie 16 lwowskiego batalionu strzelców. Podlegał wraz z ułanami karpackimi dowódcy 6 Lwowskiej BP i bronił odcinka frontu w rejonie wzg. 771 Monte Castellone. W trakcie pierwszego natarcia korpusu w dniu 12 maja na odcinku pułku pozorowano natarcie na pozycje niemieckie ściągając na pozycje pułku niemiecki ostrzał. W okresie od 13 do 17 maja prowadzono działalność patrolową na przedpolu pozycji obronnych. 15 maja z pułku wydzielono szwadron szturmowy pod dowództwem por. H. Cygielskiego i podporządkowano mjr W. Smrokowskiemu dowódcy 1 samodzielnej kompanii Comando, tworząc zgrupowanie jego imienia. 17 maja szwadron szturmowy wraz z komandosami zajął wzg. 706 w ogniu niemieckiej artylerii ciężkiej i moździerzy i utrzymał pozycję osłaniając natarcie 16 i 17 lwowskich batalionów na San Angelo, odparł kontratak niemiecki i znalazł się w ogniu broni maszynowej, pozostał na pozycjach do 19 maja rano. Również 19 maja pododdziały ułanów poznańskich prowadziły działania mające na celu opanowanie wzg. 852, które 20 maja opanowały i podeszły pod wzg. 893 i 21 i 22 maja wraz ze szwadronem PUK wzgórze opanowały. Następnie w dniach 25 poszczególne szwadrony pułku zajęły opuszczone przez nieprzyjaciela wzg. 945 Pizzo Corono i wzg. 1669 Monte Cairo. Pozostały w obronie na zajętych przedmiotach terenowych i wysyłając patrole do 28 maja, a do 30 maja cały odcinek 6 Lwowskiej BP. Po zluzowaniu przez oddziały brytyjskie pułk udał się na odpoczynek do Santa Croce del Santo. 
Bitwa o Ankonę
Z dniem 19 czerwca pułk przeszedł do Sfax di Torino w strefie przyfrontowej. W dniu 21 czerwca w ramach Grupy "Rud" na etatowych pojazdach pancernych rozpoczął pościg za odchodzącym nieprzyjacielem osiągając 24 czerwca Fermo i Mogliano i rzekę Chienti. Od 25 do 29 czerwca pułk toczył potyczki i walki podczas forsowania rzeki. Ostatecznie po przekroczeniu Chenti w składzie 5 KDP, 30 czerwca prowadził pościg wsparty 1 szwadronem pancernym Pułku 4 Pancernego, połową 13 wileńskiego batalionu strzelców "Rysie", 5 baterią artylerii samobieżnej 7 Pułku Artylerii Przeciwpancernej i saperami osiągnął 1 lipca rzekę Potenza i wspólnymi siłami zdobył wzgórze San Biagio. W dniu 2 lipca ułani poznańscy wraz pododdziałami wzmocnienia odparli kontratak II/994 pułku grenadierów z 10 działami szturmowymi na bronione pozycje zdobyte poprzedniego dnia. W dniach od 4 do 16 lipca 1944 r. prowadził samodzielnie walki w rejonie Casa Nuove forsując rzekę Musone i zdobywając Pallazzo del Canone. Od 16 lipca pułk w składzie 2 Brygady Pancernej prowadził pościg i dążył do okrążenia Ancony, zdobył nazajutrz miejscowości Polverigi i Agugliano oraz wzg. San Luigi. 18 lipca stoczył pułk szczególnie ciężkie walki o przełamanie obrony przed rzeką Esino w rejonie Paterno d'Ancona, Monte Domini i Castelferretti. Grupa bojowa mjr. A. Bielińskiego składająca się z 4 szwadronu ułanów poznańskich, 1 szwadronu czołgów 1 pułku ułanów Krechowieckich, a także 5 baterii samobieżnej 7 pappanc. prowadziła pościg w kierunku Grancetta. Pułk ułanów poznańskich doszedł 18 lipca do rzeki Esino, zdobywając na niej przyczółek. 19 lipca zdobyta została Camerata Picena przy wsparciu 2 szwadronu Pułku 6 Pancernego. 20 lipca 1 szwadronem wykonał zagon na Chiaravalle, Montemarciano i dotarł do morza w Marzocchetta. W dniu 20 lipca po południu pułk odszedł na wypoczynek zajmując rejon Chiaravalle. Od 25 lipca do 2 sierpnia pułk pełnił funkcje reprezentacyjne, uzupełniał ludzi i sprzęt bojowy nastąpiły liczne odznaczenia i awanse.
Od Ankony do rzeki Metauro
Od 6 sierpnia pułk znalazł się ponownie na linii frontu prowadząc rozpoznanie, od 10 sierpnia samodzielnie podjął działania zaczepne w ramach taktycznej grupy bojowej "Kieda" zajmując 11 sierpnia Frontone łącznie z ufortyfikowanym wzgórzem 571, 12-13 zdobywając Grumale i Monte Ajato. 17 sierpnia znalazł się w odwodzie korpusu, a 19 sierpnia w składzie 2 BPanc. doszedł w walkach do rzeki Metauro uczestnicząc w walkach o miejscowości Caminate, Cerasa, Palombare oraz wzg.S. Angelo. Następnie ponownie w odwodzie korpusu. 
Walki na Linii Gotów
Od 27 sierpnia zajął podstawy wyjściowe do natarcia na Linię "Gotów" ponosząc w tym dniu i kolejnych straty od ognia artylerii niemieckiej i nalotów lotnictwa, pomimo zniszczenia dróg zdobył tego dnia Monte Giove i Monte Chino. 30 sierpnia przekroczył rzekę Foglia. Do 2 września pozostał w strefie przyfrontowej, a od 7 września odszedł na odpoczynek do Fermo. W trakcie trwania odpoczynku z pułku odchodzi wielu żołnierzy do odtwarzanego 3 Pułku Ułanów Śląskich z dowódcą szwadronu dowodzenia na czele. 
Walki w Apeninach Emiliańskich
W dniu 22 października 1944 roku ułani poznańscy wchodzą do działań bojowych w ramach macierzystej 5 KDP w górach Apeninu Emiliańskiego, prowadzą pościg w trudnych warunkach na Caigolo. W trakcie rozpoznania drogi marszu 23 października zginął na wrogich minach dowódca pułku ppłk Zbigniew Kiedacz. Od 24 do 31 października ułani poznańscy pieszo z uwagi na warunki terenowe prowadzą akcje patrolową wraz włoskimi partyzantami. Od 1 listopada 1944 roku ze względu na planowane przeformowanie pułku na jednostkę czołgów odszedł na zaplecze frontu do Civitella di Romagna. Od 26 grudnia 15 pułk ułanów przeszedł do miejscowości Maglie na południu Włoch. W dniu 5 stycznia 1945 roku formalnie 15 Pułk Ułanów Poznańskich wydzielił do nowo formowanego pułku rozpoznawczego 5 KDP,  25 Pułku Ułanów Wielkopolskich 24 oficerów i 441 szeregowych oraz cały sprzęt bojowy i transportowy.
Reorganizacja pułku i zmiana zadań
Po czym poprzez port w Taranto drogą morską został przewieziony do Egiptu do obozu Qassasin w sile 30 oficerów i 542 szeregowych. Od 12 grudnia 1944 r. został pułkiem 3 Wielkopolskiej Brygady Pancernej. Rozpoczęto formować pułk zgodnie z etatem pułku pancernego WE II/151/3. Otrzymane uzupełnienia i własną kadrę, musiał przeszkolić w Egipcie do zadań przewidzianych dla pułku pancernego. W dniu 24 kwietnia 1945 roku zmieniono nr brygady z „3”, na „14”. W maju ułani poznańscy zmieniają obóz na dogodniejszy do szkolenia w El Amiryja. W dniu 17 października 1945 r. 14 brygada wraz z m.in. 15 pułkiem powraca do Włoch poprzez port w Tarencie. Na terenie Włoch prowadzone było jeszcze szkolenie, stacjonował w Giulianova.

## Ułani poznańscy po wojnie
Po wykonaniu zadań okupacyjnych przetransportowany do Wielkiej Brytanii pomiędzy 21 czerwca, a 4 lipca 1946 r.. Ostatnie święto pułkowe w mundurach, ale już przy znacznie uszczuplonych stanach, obchodzono jeszcze w dniach 22—23 kwietnia 1947. W lipcu, w kolejnym obozie w Slinford, z pozostałości pułku pod dowództwem ppłk. Bielińskiego utworzona została 340 Jednostka Bazowa (ang. Basie Unit 340) Polskiego Korpusu Przysposobienia i Rozmieszczenia. Ostatni zdemobilizowani żołnierze opuścili szeregi we wrześniu 1948 roku wraz z rozwiązaniem PKPR. 15 pułk ułanów poznańskich przestał istnieć. 11 listopada 1966 roku odznaczono pułk wstęgą Orderu Virtuti Militari

## Poznańscy ułani
Dowódcy pułku
- rtm./mjr/ppłk kaw. Zbigniew Kiedacz (9 IV 1942 do 23 X 1944)
- ppłk kaw. Adam Bieliński (4 XI 1944 do rozformowania w 1947)

Zastępcy dowódcy pułku
- rtm./mjr/ppłk Adam Bieliński (12 XI 1942 – 6 VIII 1944)
- rtm. Lucjan Pruszyński (25 X 1944 – I 1945)
- mjr Michał Miszke (od III 1945[13])
- mjr Kazimierz Chłapowski (od 18 III 1946[14])

Adiutant pułku 
- por. Zygmunt Sobotowski[15]

Kwatermistrz
- ppor. Edward Geppert[15]

Dowódca szwadronu dowodzenia
- por. Jerzy Ostaniewicz[15]
- por. Ludwik Duda

Dowódca 1 szwadronu
- por./rtm. Tadeusz Zieliński[15]

Dowódca 2 szwadronu
- por./rtm. Władysław Stacewicz[15]

Dowódca 4 szwadronu
- por./rtm. Roman Eberhardt (do kwietnia 1944)[15]
- por./rtm. Witold Ponikiewski[15]

Dowódca 3 szwadronu ciężkiego (dwa plutony ppanc. i pluton moździerzy, początkowo wyodrębniony ze szw. dowodzenia od 4 VIII 1943 usamodzielniony, w I 1945 rozwiązany, ponownie odtworzony 13 VI 1945 r.)
- por. Edwin Hryniewicz[15]
- por. Franciszek Szendera[16]

Szeregowi
- st. uł. Tadeusz Przegaliński

Obsada personalna pułku pancernego w 1945

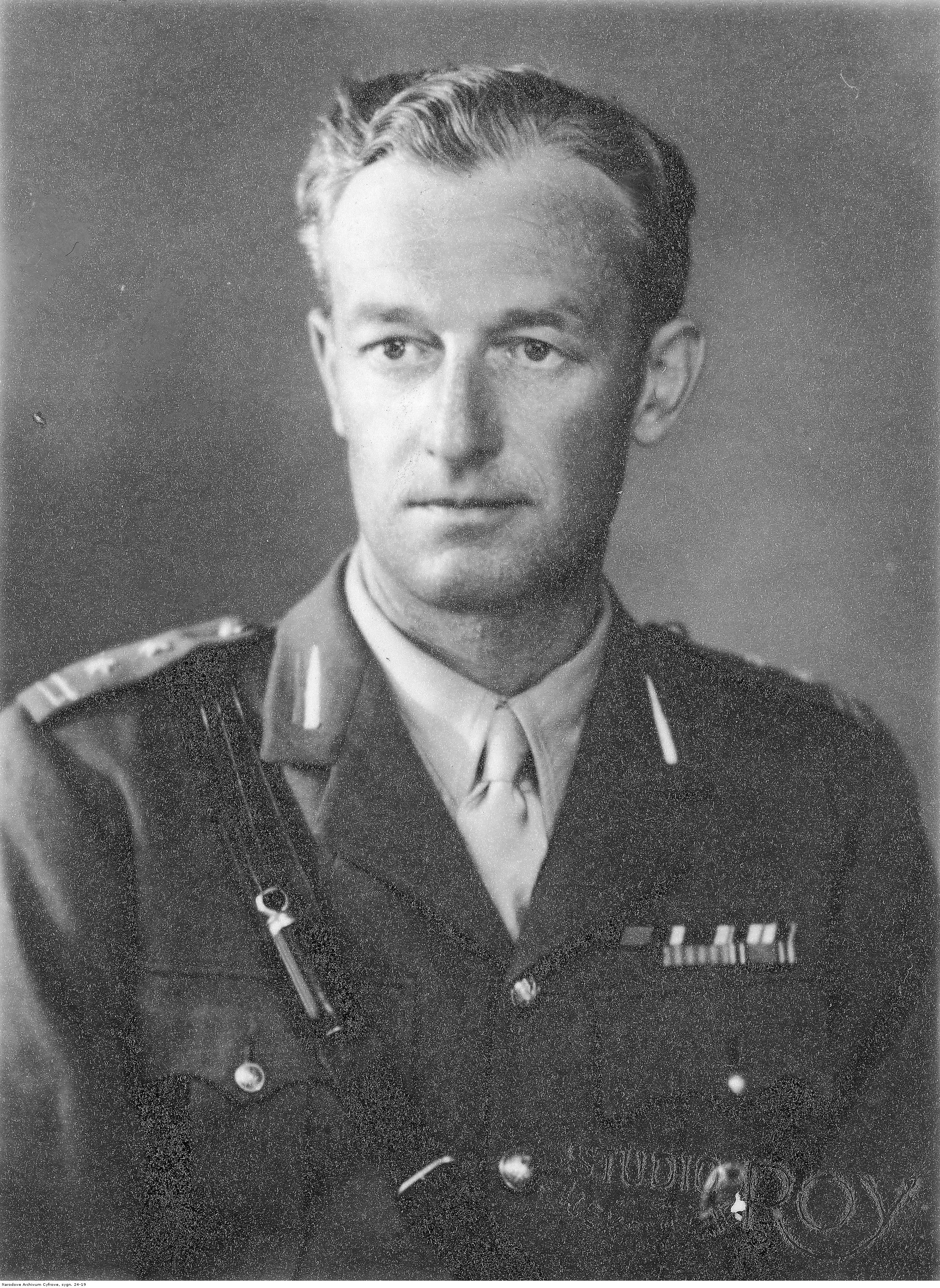
ppłk Adam Bieliński, ostatni d-ca 15 pułku Ułanów Poznańskich

- Dowódca pułku – ppłk Adam Bieliński
- Zastępca dowódcy pułku – mjr Kazimierz Chłapowski
- Adiutant pułku – rtm. Zygmunt Sobotowski
- Kwatermistrz – rtm. Edwin Hryniewicz
- Oficer łączności – por. Edmund Majewski
- Kapelan – ks. Leon Frankowski
- Lekarz pułku – ppor. lek. Henryk Parnes
- Dowódca szwadronu dowodzenia – por. Ludwik Duda
- Dowódca 1 szwadronu – rtm. Tadeusz Bogusław Zieliński
- Dowódca 2 szwadronu – rtm. Władysław Stacewicz
- Dowódca 3 szwadronu – por. Franciszek Szendera
- Dowódca 4 szwadronu – por./rtm Witold Ponikiewski